# Úrvalsdeild 1926
Úrvalsdeild 1926 byl 15. ročník nejvyšší islandské fotbalové ligy. Potřetí zvítězil KR Reykjavík.

## Tabulka
| Poř. | Tým                | Z | V | R | P | VG | OG | B |
| ---- | ------------------ | - | - | - | - | -- | -- | - |
| 1.   | KR Reykjavík       | 4 | 3 | 1 | 0 | 17 | 6  | 7 |
| 2.   | Fram Reykjavík     | 4 | 3 | 1 | 0 | 7  | 4  | 5 |
| 3.   | Víkingur Reykjavík | 4 | 2 | 0 | 2 | 9  | 6  | 4 |
| 4.   | ÍBV                | 4 | 0 | 1 | 3 | 9  | 17 | 1 |
| 5.   | Valur              | 4 | 0 | 1 | 3 | 8  | 17 | 1 |